# Rezolucija Vijeća sigurnosti UN-a 1418
Rezolucijom Vijeća sigurnosti UN-a 1418, jednoglasno usvojenom 21. lipnja 2002., nakon podsjećanja na sve prethodne rezolucije o sukobu u bivšoj Jugoslaviji, posebice Rezolucije 1357 (2001.), vijeće je, djelujući prema Poglavlju VII Povelje Ujedinjenih naroda, produžilo mandat Misije Ujedinjenih naroda u Bosni i Hercegovini (UNMIBH) i odobrio nastavak Stabilizacijske snage do 30. lipnja 2002.
Bilo je to jedno od nekoliko proširenja UNMIBH-a u ovom razdoblju, kako bi se omogućilo više vremena za neformalne konzultacije u vezi s mandatom UNMIBH-a. 

## Vanjske poveznice
| Wikizvor | Engleski Wikizvor ima izvorni tekst na temu: United Nations Security Council Resolution 1418 |

- Text of the Resolution at undocs.org